# 1829 au Nouveau-Brunswick
Chronologie du Nouveau-Brunswick
- 1825
- 1826
- 1827
- 1828
- 1829
- 1830
- 1831
- 1832
- 1833

Cette page concerne des événements survenus en 1829 dans la colonie du Nouveau-Brunswick.

## Événements
- Lauchlan Donaldson succède à William Black au poste du maire de Saint-Jean.
- 14 avril : Fondation du village Centreville par Thomas Johnston.

## Naissances
- 7 novembre : Jeremiah De Veber, député
- 26 novembre : Arthur Hamilton-Gordon, lieutenant-gouverneur du Nouveau-Brunswick.
- 1er août : John James Fraser, premier ministre et lieutenant-gouverneur du Nouveau-Brunswick